# Black Veil Brides
Black Veil Brides (BVB) – amerykański zespół grający szeroko pojętą muzykę post-hardcore utworzony w Cincinnati, w stanie Ohio, w USA. Obecnie mają podpisany kontrakt z wytwórnią Universal Records. Ich debiutancki album "We Stitch These Wounds" został wydany 20 lipca 2010 r.

## Muzycy
Aktualni członkowie
- Andrew Dennis Biersack (Andy Biersack, Andy Six, The Prophet, Andy Black) – wokal prowadzący (od 2006), instrumenty klawiszowe (2006–2011), gitara basowa (2008–2009)
- Lonny Eagleton - Gitara basowa (od 2019)
- Jeremy Miles Ferguson (Jinxx, The Mystic) – gitara rytmiczna, skrzypce, instrumenty klawiszowe, wokal wspierający (od 2009)
- Jacob Mark Pitts (Jake Pitts, The Mourner) – gitara prowadząca (od 2010)
- Christian Mora (Christian Coma, CC, The Destroyer) – perkusja, instrumenty perkusyjne (od 2010)

Byli członkowie
- Ashley Purdy (Ash, The Deviant) – gitara basowa, wokal wspierający (od 2009-2019)
- Johnny Herold – gitara prowadząca (2006)
- Kevin Harris – instrumenty klawiszowe (2006–2007)
- Nate Shipp – gitara, wokal wspierający (2006-2008)
- Phil Cenedella – gitara basowa, wokal wspierający (2006)
- Chris Riesenberg – perkusja, instrumenty perkusyjne (2006)
- Robert Thomas – gitara basowa (2006–2008)
- Mike Stamper – perkusja, instrumenty perkusyjne (2006–2009)
- Chris Hollywood – gitara, wokal wspierający (2008–2009)
- Sandra Alvarenga – perkusja, instrumenty perkusyjne (2009–2010)
- Pan The Gypsy – gitara (2009–2010)

## Historia

### Powstawanie i wczesne lata (2006–2008)
Zespół został założony w Cincinnati, w stanie Ohio w roku 2006 przez Andy'ego Biersack'a. Ostatecznie Andy przeprowadził się do Los Angeles w Kalifornii. We wrześniu 2009 roku założył nowy zespół wykorzystując obecną nazwę Black Veil Brides, i podpisał kontrakt z niezależną wytwórnią StandBy Records. Natychmiast zaczęto tworzyć nowe utwory do nagrań i na trasę koncertową. W grudniu 2009 roku zespół wyruszył w swoją pierwszą trasę koncertową, zatytułowaną "On Leather Wings Tour".

## Dyskografia

### Albumy studyjne
| Tytuł                                           | Dane dot. albumu                                                                                        | Pozycja na liście | Pozycja na liście | Pozycja na liście | Pozycja na liście | Pozycja na liście | Pozycja na liście | Pozycja na liście | Pozycja na liście | Pozycja na liście | Sprzedaż         |
| Tytuł                                           | Dane dot. albumu                                                                                        | UK                | USA               | AUS               | NZL               | NOR               | AUT               | NLD               | BEL (FL)          | JPN               | Sprzedaż         |
| ----------------------------------------------- | --- | ----------------- | ----------------- | ----------------- | ----------------- | ----------------- | ----------------- | ----------------- | ----------------- | ----------------- | ---------------- |
| We Stitch These Wounds                          | - Data: 20 lipca 2010 - Wydawca: StandBy Records, Virgin Records - Format: CD, digital download         | —                 | 36                | —                 | —                 | —                 | —                 | —                 | —                 | —                 | - US: 14 tys.+   |
| Set the World on Fire                           | - Data: 14 lipca 2011 - Wydawca: Lava Records, Universal Republic - Format: CD, digital download        | 54                | 17                | —                 | —                 | —                 | —                 | —                 | —                 | 217               | - USA: 57 tys.+  |
| Wretched and Divine: The Story of the Wild Ones | - Data: 8 stycznia 2013 - Wydawca: Lava Records, Universal Republic - Format: CD, digital download      | 20                | 7                 | 17                | 21                | 39                | 74                | 83                | 81                | 115               | - USA: 130 tys.+ |
| Black Veil Brides IV                            | - Data: 27 października 2014 - Wydawca: Lava Records, Universal Republic - Format: CD, digital download | 10                | 17                | 23                | —                 | —                 | 48                | 82                | 104               | —                 | - USA: 40 tys.+  |
| Vale                                            | - Data: 12 stycznia 2018 - Wydawca: Universal Republic, Lava Records                                    | 23                | 14                | 13                | —                 | —                 | 29                | 158               | 74                | —                 |                  |
| The Phantom Tomorrow                            | - Data:29 października 2021 - Warner Music                                                              |                   |                   |                   |                   |                   |                   |                   |                   |                   |                  |
| "—" album nie był notowany.                     | |                   |                   |                   |                   |                   |                   |                   |                   |                   |                  |

### Minialbumy
| Tytuł           | Dane dot. albumu                                                                     |
| Sex & Hollywood | - Data: 25 sierpnia 2007                                                             |
| Never Give In   | - Data:23 czerwca 2008                                                               |
| --------------- | ------------------------------------------------------------------------------------ |
| Rebels          | - Data: 13 grudnia 2011 - Wydawca: Universal Republic - Format: CD, digital download |

## Teledyski
| Tytuł                    | Rok  | Reżyseria                             | Album                                           | Źródło |
| ------------------------ | ---- | ------------------------------------- | ----------------------------------------------- | ------ |
| "Knives and Pens"        | 2009 | Patrick Fogarty                       | —                                               | [ 25 ] |
| "Perfect Weapon"         | 2010 | Patrick Fogarty                       | We Stitch These Wounds                          | [ 26 ] |
| "Fallen Angels"          | 2011 | Nathan Cox                            | Set the World on Fire                           | [ 27 ] |
| "The Legacy"             | 2011 | Patrick Fogarty                       | Set the World on Fire                           | [ 28 ] |
| "Rebel Love Song"        | 2011 | Patrick Fogarty                       | Set the World on Fire                           | [ 29 ] |
| "Coffin"                 | 2012 | Patrick Fogarty                       | Rebels                                          | [ 30 ] |
| "In the End"             | 2012 | Patrick Fogarty                       | Wretched and Divine: The Story of the Wild Ones | [ 31 ] |
| "Heart of Fire"          | 2014 | Patrick Fogarty                       | Black Veil Brides IV                            | [ 32 ] |
| "Goodbye Agony"          | 2014 | Patrick Fogarty                       | Black Veil Brides IV                            | [ 33 ] |
| "Wake Up"                | 2018 | Robby Starbuck                        | Vale                                            | [ 34 ] |
| "When They Call My Name" | 2018 | Dan Sturgess                          | Vale                                            | [ 35 ] |
| "The Vengeance"          | 2019 | Patrick Fogarty                       | The Night                                       | [ 36 ] |
| "Saints Of The Blood"    | 2019 | Patrick Fogarty                       | The Night                                       | [ 37 ] |
| "Fields Of Bone"         | 2021 | Andy Biersack                         | The Phantom Tomorrow                            | [ 38 ] |
| "Torch"                  | 2021 | Andy Biersack                         | The Phantom Tomorrow                            | [ 39 ] |
| "Born Again"             | 2022 | Vicente Cordero / Industrialism Films | The Phantom Tomorrow                            | [ 40 ] |
| "Saviour II"             | 2022 | Vicente Cordero                       | The Mourning                                    | [ 41 ] |
| "Devil"                  | 2022 | Edwin Daboub                          | The Mourning                                    | [ 42 ] |
| "Lost It All"            | 2023 | Dan Sturgess                          | Wretched and Divine: The Story of the Wild Ones | [ 43 ] |

## Trasy
- On Leather Wings Tour – 2009
- Royal Family Tour – 2010
- Sacred Ceremony Tour – 2010
- Entertainment or Death Tour – 2010
- The Church Of The Wild Ones Tour – 2013
- BLACK MASS Tour – 2014
- BLACK MASS Canada and us Tour – 2015
- BLACK MASS Europe Tour – 2015
- The Resurrection Tour - 2018 razem z zespołem Asking Alexandria

Odbyły się także trzy występy w Polsce, 14 czerwca 2012 roku w warszawskim klubie Proxima. Drugi koncert BVB w Polsce miał odbyć się podczas trasy koncertowej "The Church Of The Wild Ones" 17 kwietnia 2013 roku w poznańskim klubie Eskulap, jednak z powodu choroby członków zespołu trasa została odwołana. Koncert przełożono na 2 grudnia 2013 roku. 25 marca 2015 roku w warszawskim klubie Progresja odbył się kolejny koncert BVB.

## Nagrody i wyróżnienia
| Rok  | Kategoria                   | Tytułem           | Nagroda                     | Nota      | Źródło |
| ---- | --------------------------- | ----------------- | --------------------------- | --------- | ------ |
| 2011 | Best New Band               | Black Veil Brides | Revolver Golden Gods Awards | Laur      | [ 45 ] |
| 2011 | Best International Newcomer | Black Veil Brides | Kerrang! Awards             | Laur      | [ 46 ] |
| 2012 | Best Guitarist              | Jinxx, Jake Pitts | Revolver Golden Gods Awards | Laur      | [ 47 ] |
| 2012 | Most Dedicated Fans         | Black Veil Brides | Revolver Golden Gods Awards | Nominacja | [ 47 ] |
| 2012 | Best Vocalist               | Andy Biersack     | Revolver Golden Gods Awards | Nominacja | [ 47 ] |
| 2012 | Best Single                 | "Rebel Love Song" | Kerrang! Awards             | Laur      | [ 48 ] |
| 2013 | Song of the Year            | "In The End"      | Revolver Golden Gods Awards | Laur      | [ 49 ] |
| 2013 | Most Dedicated Fans         | Nominacja         | Revolver Golden Gods Awards |           | [ 49 ] |
| 2015 | Best Live Band              | Black Veil Brides | Kerrang! Awards             | Laur      | [ 50 ] |